# 에지 (잡지)
〈에지〉(영어: Edge)는 퓨처가 발행하는 영국의 비디오 게임 잡지이다. 멀티포맷의 영국 기반의 잡지로, 1년에 13부를 출판한다. 스티브 자랏이 런칭하였다. 오스트레일리아, 브라질, 프랑스, 독일, 이탈리아, 스페인의 외국 에디션도 출판한다.